# Claus Wagner (Schlagzeuger)
Claus Wagner  (* 1965) ist ein deutscher Schlagzeuger.
Wagner erlernte das Schlagzeugspiel vorwiegend autodidaktisch. Das Spektrum erster Bands in seinem Heimatort Lohr am Main (meist mit dem Schlagzeuger und Performer Rudolf Porzelt und dem Gitarristen Michael Lembach) lag zwischen freier Improvisation und Rock. Nach einer Ausbildung in der FMW Frankfurter Musikwerkstatt (bei Peter Giger) studierte er Jazz-Schlagzeug bei Michael Küttner an der Musikhochschule Köln. Seit dieser Zeit spielte Claus Wagner in zahlreichen Projekten mit Musikern wie Peter Kowald, Tom Cora, Matthias Schubert, Axel Dörner, Sebastian Gramss, Frank Wingold und Frank Gratkowski. Mit den Gruppen Ballhaus um Liedermacher Adrian Ils und dem Septett Novotnik 44 (mit Udo Moll) gewann er verschiedene Preise (u. a. Preis der Deutschen Schallplattenkritik).
Zurzeit widmet sich Claus Wagner vor allem seiner Unterrichtstätigkeit; er ist unter anderem bei der JazzHausSchule Köln tätig.

## Diskographische Hinweise
- Ballhaus Die neuen Fernen (1994)[2]
- The Remedy The Remedy (JazzHausMusik 1994)[3][4]
- Ballhaus Lügen ist menschlich (1998).